# Christmas in Vienna VI
| Críticas profissionais | Críticas profissionais |
| Avaliações da crítica  | Avaliações da crítica  |
| Fonte                  | Avaliação              |
| ---------------------- | ---------------------- |
| Allmusic               | [ 1 ]                  |

Christmas in Vienna VI, ou Christmastime in Vienna é o sétimo álbum da série de concertos Christmas gravado em Viena e lançado em setembro de 1999 por Alejandro Fernández, Plácido Domingo e Patricia Kaas.

## Faixas
1. Announcing Christmas (Christian Kolonovits) - 2:48
2. Y nos vamos pa' Belén (José María Cano) - 3:02
3. Leise rieselt der Schnee (Eduard Ebel) - 3:00
4. Canción de cuna (para Jesús) (Samantha Domingo, Plácido Domingo Jr.) Orchestration by Juan J. Colomer- 3:04
5. Merry Christmas, Baby (Steven Krikorian, John Keller) - 4:11
6. El niño del tambor (Katherine K. Davis) - 4:26
7. It Came Upon the Midnight Clear (Richard Willis, Edmund Sears) - 2:34
8. Here Is Christmas (Nancy Wilson, Ann Wilson, Richie Zito) - 4:26
9. Amours Eternels (Midnight in Moscow) (Vassilji Solovjev-Sedoj, Philippe Bergman) - 4:23
10. Blanca Navidad (Irving Berlin) - 3:22
11. Por el Valle de Rosas (Miguel Bernal Jiménez) - 2:48

Segunda parte:
- 12. Ihr Kinderlein kommet (Christoph Von Schmidt, Johann Abraham Peter Schulz) - 1:53
- 13. Have Yourself a Merry Little Christmas (Hugh Martin, Ralph Blane) - 2:48
- 14. Jeg er saa glad hver julekveld (Traditional) - 1:10
- 15. Buenos reyes (Traditional) - 2:15
- 16. Christmas Must Be Tonight (Robbie Robertson) - 2:38
- 17. Hay que sembrar en Navidad (Manuel Alejandro) - 4:18
- 18. Il est né le divin enfant (Traditional) - 1:15
- 19. Mary's Boy Child (Jester Hairston) - 2:40
- 20. Ding, Dong Merrily on High (George Ratcliffe Woodward) - 2:13

1. Encore: Silent Night (Franz Gruber) - 5:01

## Chart performance

### Álbum
| Ano  | Parada                                   | Pico | Semanas na parada |
| ---- | ---------------------------------------- | ---- | ----------------- |
| 1999 | Billboard The Billboard Classical 50     | 19   | 7                 |
| 1999 | Billboard Top Classical Crossover Albums | 10   | 7                 |

### Canções
| Ano  | Parada                      | Canção         | Pico | Semanas na parada |
| ---- | --------------------------- | -------------- | ---- | ----------------- |
| 2000 | Billboard Latin Pop Airplay | Blanca Navidad | 34   | 1                 |